# 阿斯坦龍屬
阿斯坦龍屬（學名：Arstanosaurus）是鴨嘴龍科恐龍的一個屬，化石發現於哈薩克的Bostobinskaya地層，地質年代為上白堊紀的桑托階至坎帕階。牠有著很混亂的分類歷史，曾被認為是鴨嘴龍科或角龍科，甚至是兩者的嵌合體。

## 歷史
阿斯坦龍的化石是一塊上頜骨（AAIZ 1/1），一塊股骨可能也屬於阿斯坦龍。阿斯坦龍被命名時，並沒有太多的研究資料，而這些化石都一直被忽視。在1990年代中期，有假說提出牠是角龍科，阿斯坦龍才再次被留意。之後，一項根據透視圖的重新評估認為阿斯坦龍的特徵很不尋常，而上頜骨其實是來自另一種像巴克龍的動物，股骨則沒有資料，使這個屬成為疑名。最近牠被認為是鴨嘴龍科的位置不明屬。
一個發現於蒙古的幼龍頭顱骨被編入阿斯坦龍，但根據原因卻不明，目前正在研究中。這個顱骨曾經被非正式地命名為苦龍。

## 古生物學
如同其他鴨嘴龍科，阿斯坦龍可能採雙足或四足方式行走，是種草食性恐龍，具有不斷生長、更換的牙齒。

## 外部連結
- Arstanosaurus in The Dinosaur Encyclopaedia （页面存档备份，存于） at Dino Russ's Lair